# 68. ceremonia wręczenia Oscarów
68. ceremonia rozdania Oscarów odbyła się 25 marca 1996 roku w Dorothy Chandler Pavilion w Los Angeles.

## Wykonawcy piosenek
- „Moonlight” – Gloria Estefan (zapowiedziana przez Chrisa O’Donnella)
- „You’ve Got a Friend in Me” – Randy Newman & Lyle Lovett (zapowiedziani przez Whoopi Goldberg)
- „Dead Man Walking” – Bruce Springsteen (zapowiedziany przez Winonę Ryder)
- „Colors of the Wind” – Vanessa Williams (zapowiedziana przez Nathana Lane’a)
- „Have You Ever Really Loved a Woman?” – Bryan Adams (zapowiedziany przez Jimmy’ego Smitsa)

## „Ku pamięci”
Krótki materiał filmowy o ludziach filmu, którzy odeszli w przeciągu ostatniego roku.
W roli prezenterki wystąpiła Sharon Stone.
Wspominano następujących ludzi filmu: Ginger Rogers, kompozytor Miklós Rózsa, Maxine Andrews, Michael V. Gazzo, Dean Martin, Viveca Lindfors, Martin Balsam, Friz Freleng, Burl Ives, Butterfly McQueen, projektantka kostiumów Dorothy Jeakins, Nancy Kelly, Lana Turner, Elisha Cook Jr., Ida Lupino, scenograf Harry Horner, scenarzysta Terry Southern, Haing S. Ngor, Michael Hordern, producent Don Simpson, producent Ross Hunter, reżyser Frank Perry, Aleksandr Godunow, reżyser Louis Malle, reżyser/scenarzysta Howard W. Koch oraz George Burns.

## Lista zwycięzców

### Najlepszy film
- Mel Gibson, Alan Ladd Jr., Bruce Davey – Braveheart. Waleczne serce
- Brian Grazer – Apollo 13
- George Miller, Doug Mitchell, Bill Miller – Babe – świnka z klasą
- Gaetano Daniele, Mario Cecchi Gori, Vittorio Cecchi Gori – Listonosz
- Lindsay Doran – Rozważna i romantyczna

### Najlepszy aktor
- Nicolas Cage – Zostawić Las Vegas
- Sean Penn – Przed egzekucją
- Richard Dreyfuss – Symfonia życia
- Massimo Troisi – Listonosz (przyznana pośmiertnie)
- Anthony Hopkins – Nixon

### Najlepszy aktor drugoplanowy
- Kevin Spacey – Podejrzani
- Ed Harris – Apollo 13
- James Cromwell – Babe – świnka z klasą
- Tim Roth – Rob Roy
- Brad Pitt – 12 małp

### Najlepsza aktorka
- Susan Sarandon – Przed egzekucją
- Meryl Streep – Co się wydarzyło w Madison County
- Sharon Stone – Kasyno
- Elisabeth Shue – Zostawić Las Vegas
- Emma Thompson – Rozważna i romantyczna

### Najlepsza aktorka drugoplanowa
- Mira Sorvino – Jej wysokość Afrodyta
- Kathleen Quinlan – Apollo 13
- Mare Winningham – Georgia
- Joan Allen – Nixon
- Kate Winslet – Rozważna i romantyczna

### Najlepsza scenografia i dekoracja wnętrz
- Eugenio Zanetti – Czas przemian
- Michael Corenblith, Merideth Boswell – Apollo 13
- Roger Ford, Kerrie Brown – Babe – świnka z klasą
- Bo Welch, Cheryl Carasik – Mała księżniczka
- Tony Burrough – Ryszard III

### Najlepsze zdjęcia
- John Toll – Braveheart. Waleczne serce
- Stephen Goldblatt – Batman Forever
- Emmanuel Lubezki – Mała księżniczka
- Michael Coulter – Rozważna i romantyczna
- Yue Li – Szanghajska triada

### Najlepsze kostiumy
- James Acheson – Czas przemian
- Charles Knode – Braveheart. Waleczne serce
- Shuna Harwood – Ryszard III
- Jenny Beavan, John Bright – Rozważna i romantyczna
- Julie Weiss – 12 małp

### Najlepsza reżyseria
- Mel Gibson – Braveheart. Waleczne serce
- Chris Noonan – Babe – świnka z klasą
- Tim Robbins – Przed egzekucją
- Mike Figgis – Zostawić Las Vegas
- Michael Radford – Listonosz

### Pełnometrażowy film dokumentalny
- Jon Blair – Anne Frank Remembered

### Krótkometrażowy film dokumentalny
- Kary Antholis – One Survivor Remembers

### Najlepszy montaż
- Mike Hill, Dan Hanley – Apollo 13
- Marcus D’Arcy, Jay Friedkin – Babe – świnka z klasą
- Steven Rosenblum – Braveheart. Waleczne serce
- Chris Lebenzon – Karmazynowy przypływ
- Richard Francis-Bruce – Siedem

### Najlepszy film nieanglojęzyczny
- Holandia: Ród Antonii, reż. Marleen Gorris
- Szwecja: Życie jest piękne, reż. Bo Widerberg
- Algieria: Pył życia, reż. Rachid Bouchareb
- Brazylia: Czworokąt, reż. Fábio Barreto
- Włochy: Sprzedawca marzeń, reż. Giuseppe Tornatore

### Najlepsza charakteryzacja
- Peter Frampton, Paul Pattison, Lois Burwell – Braveheart. Waleczne serce
- Ken Diaz, Mark Sanchez – Moja rodzina
- Greg Cannom, Robert Laden, Colleen Callaghan – Współlokatorzy

### Najlepsza muzyka w dramacie
- Luis Bacalov – Listonosz
- James Horner – Apollo 13
- James Horner – Braveheart. Waleczne serce
- John Williams – Nixon
- Patrick Doyle – Rozważna i romantyczna

### Najlepsza muzyka w komedii/musicalu
- Alan Menken, Stephen Schwartz – Pocahontas
- Marc Shaiman – Prezydent: Miłość w Białym Domu
- John Williams – Sabrina
- Randy Newman – Toy Story
- Thomas Newman – Rodzinka z piekła rodem

### Najlepsza piosenka
- „Colors of the Wind” – Pocahontas – muzyka: Alan Menken; słowa: Stephen Schwartz
- „Dean Man Walking” – Przed egzekucją – Bruce Springsteen
- „Have You Ever Really Loved a Woman” – Don Juan DeMarco – Michael Kamen, Bryan Adams, Robert John Lange
- „Moonlight” – Sabrina – muzyka: John Williams; słowa: Alan Bergman, Marilyn Bergman
- „You’ve Got a Friend” – Toy Story – Randy Newman

### Najlepszy dźwięk
- Rick Dior, Steve Pederson, Scott Millan, David MacMillan – Apollo 13
- Donald O. Mitchell, Frank A. Montańo, Michael Herbick, Petur Hliddal – Batman Forever
- Andy Nelson, Scott Millan, Anna Behlmer, Brian Simmons – Braveheart. Waleczne serce
- Kevin O’Connell, Rick Kline, Gregory H. Watkins, William B. Kaplan – Karmazynowy przypływ
- Steve Maslow, Gregg Landaker, Keith A. Wester – Wodny świat

### Najlepszy montaż dźwięku
- Lon Bender, Per Hallberg – Braveheart. Waleczne serce
- John Leveque, Bruce Stambler – Batman Forever
- George Watters II – Karmazynowy przypływ

### Najlepsze efekty specjalne
- Scott E. Anderson, Charles Gibson, Neal Scanlan, John Cox – Babe – świnka z klasą
- Robert Legato, Michael Kanfer, Leslie Ekker, Matt Sweeney – Apollo 13

### Krótkometrażowy film animowany
- Nick Park – Golenie owiec

### Krótkometrażowy film aktorski
- Christine Lahti, Jana Sue Memel – Lieberman In Love

### Najlepszy scenariusz oryginalny
- Christopher McQuarrie – Podejrzani
- Randall Wallace – Braveheart. Waleczne serce
- Woody Allen – Jej wysokość Afrodyta
- Stephen J. Rivele, Christopher Wilkinson, Oliver Stone – Nixon
- Joss Whedon, Andrew Stanton, Joel Cohen, Alec Sokolow, John Lasseter, Pete Docter, Joe Ranft – Toy Story

### Najlepszy scenariusz adaptowany
- Emma Thompson – Rozważna i romantyczna
- William Broyles Jr., Al Reinert – Apollo 13
- George Miller, Chris Noonan – Babe – świnka z klasą
- Mike Figgis – Zostawić Las Vegas
- Anna Pavignano, Michael Radford, Furio Scarpelli, Giacomo Scarpelli, Massimo Troisi – Listonosz

### Oscar Honorowyza całokształt twórczości
- Kirk Douglas
- Chuck Jones